# Charles Labbé de Monvéron
Pour les articles homonymes, voir Labbé.
Charles Labbé de Monvéron est un jurisconsulte et philologue français, né à Paris en 1582 et mort dans la même ville le 11 janvier 1657.
Avocat au parlement de Paris, il a consacré tous ses loisirs à des travaux d’érudition ; il a été en correspondance avec les principaux savants de son époque.

## Œuvres
Son principal mérite est d’avoir découvert et publié un grand nombre d’ouvrages, qui, pour la plupart, étaient demeurés manuscrits jusqu’à cette époque. 
- Novellæ constitutiones imperatorum græcorum latinorum, Paris, Adrien Beys, 1606 ;
- Observationes et emendationes in synopsin Basilicon, Paris, Adrien Beys, 1606 (lire en ligne) ;
- Basilicon libri XXXVIII et XXXIX latine, interprete Cujaccio (Paris, 1609, in-fol.) ;
- Porphyrogennetæ Constantini opéra gr.-lat., etc. (Leyde, 1617, in-8°) ;
- Antiquæ decretalium collectiones, etc. (Paris, 1621, in-fol.) ;
- Veteres glossæ verborum juris quæ in Basilicis reperiuntur, græce (Paris, 1626, in-8°) ;
- Coutumes de Paris avec les observations de J. Tournet et les notes de Dumoulin (Paris, 1650, in-8°);
- Cyrilli, Philoxeni et aliorum veterum glossaria latino-græca et græco-latina, etc. (Paris, 1679, in-fol.).

Il n’eut pas le temps de publier ce dernier ouvrage, et laissa le manuscrit à Ménage, qui le donna à publier à Du Cange.